# Bài hát hay nhất
Bài hát hay nhất (tiếng Anh: Sing My Song Vietnam) là chương trình truyền hình thực tế do công ty Cát Tiên Sa phối hợp với Đài Truyền hình Việt Nam sản xuất, được phát sóng vào tối chủ nhật hàng tuần trên kênh VTV3 từ ngày 20/11/2016. Đây là phiên bản Việt Nam của chương trình Sing My Song phát trên kênh CCTV-3 của Đài truyền hình Trung ương Trung Quốc, là phiên bản quốc tế thứ ba và cũng là phiên bản đầu tiên trong khu vực châu Á của chương trình này. Mục đích của chương trình là nhằm tìm kiếm, bồi dưỡng và phát triển những ca sĩ kiêm sáng tác nhạc. Các thí sinh được lựa chọn vào vòng ghi hình sẽ được hỗ trợ đào tạo khả năng, phát hành sản phẩm, xây dựng hình ảnh và bảo trợ truyền thông.

## Định dạng chương trình
Chương trình gồm 4 vòng thi: Vòng Sơ tuyển, Vòng Thu âm, Vòng Sáng tác & Tranh đấu, Vòng Liveshow.

### Vòng Sơ tuyển
Các thí sinh gửi hồ sơ và ca khúc đăng ký dự thi trực tuyến và ban tổ chức sẽ tuyển chọn những ca khúc xuất sắc lọt vào vòng Thu âm.

### Vòng Thu âm
Định dạng của phần thi này tương tự vòng Giấu mặt của chương trình Giọng hát Việt. Thí sinh trên sân khấu sẽ biểu diễn bài hát mà mình sáng tác, còn các huấn luyện viên ngồi bên dưới sẽ không được trực tiếp nhìn phần biểu diễn của thí sinh mà bị chắn bởi một màn hình lớn chạy lời bài hát. Nếu một huấn luyện viên cảm thấy ưng ý với giai điệu và nội dung bài hát, họ sẽ gạt cần đỏ trước mặt để nhận thu âm bài hát đang biểu diễn, và ngay lập tức màn hình trước mặt họ sẽ hạ xuống.
Khi màn biểu diễn kết thúc, tất cả màn hình đều được hạ xuống để các huấn luyện viên giao lưu với thí sinh. Trong trường hợp có từ 2 huấn luyện viên trở lên cùng chọn một thí sinh, thí sinh đó sẽ có quyền quyết định huấn luyện viên của mình. Kết thúc vòng thi này, 32 phần biểu diễn sẽ được chọn vào bốn đội của bốn huấn luyện viên, mỗi đội 8 thí sinh.
Trong trường hợp đã hết lượng thí sinh đăng ký mà các huấn luyện viên vẫn chưa chọn đủ 8 bài hát, một vòng thi phụ sẽ được tổ chức. Các huấn luyện viên sẽ thống nhất một ca khúc họ muốn nghe lại. Những huấn luyện viên đã tìm đủ số lượng bài hát sẽ có thể thoải mái thưởng thức màn trình diễn của thí sinh mà không bị màn hình che lại, đồng nghĩa với việc họ không được gạt cần để lựa chọn nữa. Vòng thi phụ kết thúc ngay khi tất cả các huấn luyện viên đã chọn đủ số lượng bài hát.

### Vòng Sáng tác & Tranh đấu
Mỗi huấn luyện viên sẽ đưa ra một chủ đề cho album của họ. Tám thí sinh của mỗi đội được chia làm bốn cặp bằng cách bốc thăm, mỗi cặp gồm hai thí sinh cùng sáng tác theo chủ đề chung của album và cùng ở chung 1 phòng riêng trong vòng 24 tiếng (kể cả giờ ăn trưa hoặc ăn tối). Kết thúc 24 tiếng, cả tám thí sinh sẽ lần lượt biểu diễn bản demo cho huấn luyện viên và cố vấn nghe. Mỗi đội sẽ có một cố vấn khách mời, người sẽ cùng với huấn luyện viên giúp thí sinh hoàn thiện ca khúc của mình. Huấn luyện viên sẽ chọn một đại diện ở mỗi cặp chắc chắn đi tiếp vào vòng Tranh đấu để biểu diễn ca khúc vừa sáng tác trước các huấn luyện viên khác và hội đồng chuyên môn. Trong bốn thí sinh còn lại, cố vấn sẽ lựa chọn thêm một thí sinh nữa để bước vào vòng Tranh đấu. Kết thúc vòng Sáng tác, mỗi đội có năm thí sinh đi tiếp và ba thí sinh bị loại.
Ở vòng Tranh đấu, năm thí sinh của mỗi đội sẽ biểu diễn trước các huấn luyện viên và hội đồng chuyên môn. Hội đồng chuyên môn 31 người sẽ chấm điểm trực tiếp bằng cách bình chọn sau từng phần biểu diễn của thí sinh. Kết thúc cả năm phần biểu diễn của một đội huấn luyện viên, ba huấn luyện viên còn lại sẽ quyết định 3 điểm duy nhất của mỗi người cho một phần thi mà mình ưng ý. Thí sinh nhận tổng điểm cao nhất sẽ chắc chắn bước vào vòng Liveshow. Huấn luyện viên của đội sẽ chọn tiếp một trong bốn thí sinh còn lại để biểu diễn trong vòng Liveshow. Kết thúc vòng Tranh đấu, mỗi đội có hai thí sinh đi tiếp và ba thí sinh bị loại.

### Cổng bình chọn "Chiếc vé may mắn"
Hai thi sính có lượt bình chọn cao nhất từ khán giả trên ứng dụng Zalo và trang Saostar.vn trong số 23 thí sinh đã bị loại tại vòng Sáng tác và Tranh đấu sẽ chính thức góp mặt vào đêm chung kết cùng với bảy thí sinh của bốn đội.

### Vòng Liveshow - Chung kết
Chín thí sinh được chia thành hai lượt đấu, một lượt năm người và một lượt bốn người, huấn luyện viên sẽ quyết định lượt đấu trong các bài hát của đội. Mỗi thí sinh sẽ trình diễn một sáng tác của mình (hoặc chọn trong những bài dự thi trước đó hoặc sáng tác một bài mới). Tổng đài bình chọn ở mỗi lượt sẽ được mở khi sáng tác đầu tiên được trình bày và đóng lại sau khi tiết mục cuối kết thúc. Hai thí sinh nhận được tổng số bình chọn cao nhất từ khán giả ở hai lượt sẽ vào vòng hai và được bình chọn trực tiếp bởi 31 giám khảo chuyên môn hoặc đại diện truyền thông (gồm năm lượt bỏ phiếu, mỗi lượt năm người riêng lượt cuối sáu người). Thí sinh nhận được 16 phiếu trước tiên sẽ trở thành quán quân của Bài hát hay nhất.

## Sản xuất

### Lịch sử
Tháng 3 năm 2016, một bài viết trên trang On Screen Asia xác nhận chương trình Sing My Song của Trung Quốc đã được mua bản quyền và sẽ ra mắt tại Việt Nam. Công ty Cát Tiên Sa đã được công bố là đơn vị sản xuất của phiên bản Việt Nam, với 10 tập dự kiến được sản xuất và ra mắt trong năm 2016. Sau đó, chương trình bắt đầu nhận hồ sơ tuyển sinh trên khắp cả nước và đã tiến hành các buổi sơ tuyển vào tháng 5 tại ba địa điểm (Huế, Hà Nội, TP.HCM) cùng 1 đợt bổ sung tại TP.HCM.
Đầu tháng 11 năm 2016, ban tổ chức đã công bố danh sách huấn luyện viên chính thức của chương trình. Theo đó, bốn giám khảo được chọn của mùa đầu tiên là bốn nhạc sĩ: Nguyễn Hải Phong, Đức Trí, Lê Minh Sơn và Giáng Son.

#### Mùa 2
Mùa 2 đã bắt đầu lên sóng từ ngày 4 tháng 3 năm 2018 với bốn giám khảo là Đức Trí, Lê Minh Sơn, Giáng Son và Hồ Hoài Anh.

#### Mùa 3
Sau 4 năm gián đoạn, Bài hát hay nhất đã trở lại với mùa thứ 3 cùng phiên bản mới mang tên "Big Song Big Deal". Với tiêu chí "Sáng tác mới – Bài hát hay nhất – Chốt deal cao nhất", các nhạc sĩ trẻ sẽ không những chỉ thể hiện khả năng sáng tác mà còn có thể kinh doanh chính tác phẩm của mình ngay trên sân khấu. Điểm mới của mùa này là sự xuất hiện của các nhà đầu tư, là những gương mặt nổi tiếng trong nhiều lĩnh vực và có nhu cầu mua bài hát mới phục vụ công việc.
Mùa 3 bắt đầu phát sóng trên VTV3 từ ngày 2 tháng 10 năm 2022 với ba giám khảo: Huy Tuấn, Dương Khắc Linh, Bùi Lan Hương. Các tập ghi hình trong vòng tuyển chọn đã được đăng tải trước trên kênh YouTube chính thức của chương trình, VIVA Network.

## Huấn luyện viên
| Huấn luyện viên  | Mùa | Mùa |
| Huấn luyện viên  | 1   | 2   |
| ---------------- | --- | --- |
| Nguyễn Hải Phong |     |     |
| Đức Trí          |     |     |
| Lê Minh Sơn      |     |     |
| Giáng Son        |     |     |
| Hồ Hoài Anh      |     |     |

## Mùa phát sóng
Chú giải về màu sắc
     – Sắp (đang) phát sóng
     – Đã ngừng phát sóng
| Mùa | Ngày phát sóng              | Quán quân    | Á quân                 | Huấn luyện viên                                | Số thí sinh |
| --- | --------------------------- | ------------ | ---------------------- | ---------------------------------------------- | ----------- |
| 1   | Từ 20/11/2016 đến 22/1/2017 | Cao Bá Hưng  | Trương Thảo Nhi        | Nguyễn Hải Phong Đức Trí Lê Minh Sơn Giáng Son | 32          |
| 2   | Từ 4/3/2018 đến 13/5/2018   | Lộn Xộn Band | Trương Nguyễn Hoài Nam | Đức Trí Lê Minh Sơn Giáng Son Hồ Hoài Anh      | 29          |
| 3   | Từ 2/10/2022 đến 26/2/2023  | Hà An Huy    | Nguyễn Ngọc Phụng      | Thay đổi luân phiên từng tập                   | 25          |

## Tổng quan
| Chú giải | Quán quân | Á quân                  | Bị loại ở vòng Liveshow (bởi bình chọn của khán giả) và về vị trí thứ ba     |
| Chú giải | Bị loại ở vòng Tranh đấu | Bị loại ở vòng Sáng tác | Bị loại trực tiếp hoặc tự rút khỏi cuộc thi vì lý do cá nhân (kèm chú thích) |
| Chú giải | In nghiêng chỉ ra thí sinh bị loại ở vòng Sáng tác và Tranh đấu nhưng được góp mặt ở Liveshow chung kết nhờ bình chọn của khán giả |                         |                                                                              |

### Mùa 1: Bài hát hay nhất 2016
Mùa 1 đã phát sóng từ ngày 20 tháng 11 năm 2016 đến ngày 22 tháng 1 năm 2017, với 4 huấn luyện viên là Nguyễn Hải Phong, Đức Trí, Giáng Son và Lê Minh Sơn. Họ dẫn dắt một nhóm gồm 8 người.
Đội huấn luyện viên và kết quả
| Huấn luyện viên  | Thí sinh                       | Thí sinh          | Thí sinh              | Thí sinh                        |
| ---------------- | ------------------------------ | ----------------- | --------------------- | ------------------------------- |
| Nguyễn Hải Phong | Bùi Công Nam                   | Phan Mạnh Quỳnh   | Ưng Đại Vệ            | Đoàn Thế Lân (Grey D) (Monstar) |
| Nguyễn Hải Phong | Vicky Nhung                    | Trần Dũng Khánh   | Justyn Wesley         | Hoàng Hồng Ngọc                 |
| Đức Trí          | Cao Bá Hưng                    | Trương Kiều Diễm  | Phạm Hồng Phước       | Nhóm MTV Nguyễn Dân             |
| Đức Trí          | Trần Nguyễn Kim Ngân           | Nguyễn Quân       | Đào Bá Lộc            | Nguyễn Thị Ngân Hà              |
| Giáng Son        | Trương Thảo Nhi                | Nguyễn Hoàng Dũng | Hứa Kim Tuyền         | Đinh Đức Thảo                   |
| Giáng Son        | Lê Sỹ Tuệ                      | Lê Hữu Toàn       | Bùi Mỹ Linh           | Nguyễn Thanh Nhật Minh*         |
| Lê Minh Sơn      | Lê Thiện Hiếu (Lê Phương Thảo) | Jak Nguyễn        | Trần Hải Châu         | Bùi Caroon                      |
| Lê Minh Sơn      | Hoàng Minh Quý                 | Nguyễn Việt Dũng  | Bùi Hoàng Nam Đức Anh | Phạm Trần Phương**              |

*Thí sinh Nguyễn Thanh Nhật Minh bị loại khỏi cuộc thi vì đã có những bài viết, bình luận nhạy cảm về chính trị trên trang Facebook cá nhân của anh. Tất cả các phần dự thi cùng các thông tin liên quan đến thí sinh này đã bị cắt bỏ trong tập 5 và các tập phát sóng sau đó (từ tập 6 đến hết) cũng như trên trang YouTube chính thức của chương trình.
**Thông tin của thí sinh Phạm Trần Phương đã bị xóa khỏi hệ thống bình chọn của cuộc thi trên trang Saotar.vn và phần trình diễn trước đó đã bị gỡ bỏ khỏi trang YouTube chính thức của cuộc thi. Theo lời của HLV Lê Minh Sơn trong tập 8 (đã phát sóng ngày 8 tháng 1), Phạm Trần Phương đã rút khỏi cuộc thi trước vòng sáng tác vì lý do cá nhân.

### Mùa 2: Bài hát hay nhất 2018
Mùa 2 phát sóng từ ngày 4 tháng 3 năm 2018 đến ngày 13 tháng 5 năm 2018 với bốn giám khảo là Đức Trí, Lê Minh Sơn, Giáng Son và Hồ Hoài Anh. Trên ghế nóng ở vòng "Thu âm", mỗi giám khảo sẽ chọn cho đội của mình bảy thí sinh (thay vì là tám như mùa trước) để thi đấu ở các vòng "Sáng tác", "Tranh đấu" và "Liveshow".
Đội huấn luyện viên và kết quả
| Huấn luyện viên | Thí sinh               | Thí sinh         | Thí sinh             | Thí sinh          |
| --------------- | ---------------------- | ---------------- | -------------------- | ----------------- |
| Hồ Hoài Anh     | Trương Nguyễn Hoài Nam | Gin Tuấn Kiệt    | Đinh Tuấn Anh        | Bùi Lan Hương     |
| Hồ Hoài Anh     | Shin Hồng Vịnh         | Hoàng Khả Linh   | Dương Quốc Huy       | —                 |
| Giáng Son       | RTee & Juun Đăng Dũng  | Sa Huỳnh         | Nguyễn Ngọc Tường Vy | Nhóm O-Plus       |
| Giáng Son       | Hoàng Thống            | Nguyễn Hoàng Sơn | Vũ Bình Minh         | —                 |
| Đức Trí         | Nguyễn Đình Khương     | Dũng Hà Hakoota  | Phạm Minh Triết      | Nguyễn Minh Cường |
| Đức Trí         | Nguyễn Hoàng Ly        | Nguyễn Thành Đạt | Nguyễn Kim Tuyên     | Lê Minh Phương    |
| Lê Minh Sơn     | Lộn Xộn Band           | Trần Khánh Ly    | Dư Quốc Vương        | Dật Hanh          |
| Lê Minh Sơn     | Trương Phước Lộc       | Phạm Hoàng Duy   | Jis Song Joo-young*  | —                 |

* Thí sinh đã rút khỏi cuộc thi trước vòng "Trại Sáng tác 24H" vì lý do gia đình.

### Mùa 3: Bài hát hay nhất 2022
Mùa thứ ba được phát sóng từ ngày 2 tháng 10 năm 2022 đến ngày 26 tháng 2 năm 2023 với phiên bản Big Song Big Deal. Không có huấn luyện viên cố định, thay vào đó là sự góp mặt của các cố vấn âm nhạc, giám khảo và nhà đầu tư bao gồm nhiều nghệ sĩ nổi tiếng cũng như đại diện trong lĩnh vực tài chính ngân hàng và các công ty quản lý nghệ sĩ tham gia.

## Giải thưởng và đề cử
| Năm  | Giải thưởng                              | Hạng mục                      | Đề cử                             | Kết quả   | Tham khảo            |
| ---- | ---------------------------------------- | ----------------------------- | --------------------------------- | --------- | -------------------- |
| 2017 | Giải thưởng Âm nhạc Cống hiến lần thứ 12 | Chuỗi chương trình của năm    | Bài hát hay nhất                  | Đoạt giải | [ 15 ] [ 16 ] [ 17 ] |
| 2017 | Giải thưởng Âm nhạc Cống hiến lần thứ 12 | Bài hát của năm               | "Ông bà anh" – Lê Thiện Hiếu      | Đoạt giải | [ 15 ] [ 16 ] [ 17 ] |
| 2017 | Giải thưởng Âm nhạc Cống hiến lần thứ 12 | Bài hát của năm               | "Tự sự tuổi 25" – Trương Thảo Nhi | Đề cử     | [ 15 ] [ 16 ] [ 17 ] |
| 2017 | Giải thưởng Âm nhạc Cống hiến lần thứ 12 | Nghệ sĩ mới của năm           | Lê Thiện Hiếu                     | Đề cử     | [ 15 ] [ 16 ] [ 17 ] |
| 2017 | Giải thưởng Âm nhạc Cống hiến lần thứ 12 | Nghệ sĩ mới của năm           | Trương Thảo Nhi                   | Đề cử     | [ 15 ] [ 16 ] [ 17 ] |
| 2017 | VTV Awards - Điểm hẹn 2017               | Chương trình âm nhạc Ấn tượng | Bài hát hay nhất                  | Đoạt giải | [ 18 ]               |
| 2019 | Giải thưởng Âm nhạc Cống hiến lần thứ 14 | Chuỗi chương trình của năm    | Bài hát hay nhất                  | Đề cử     | [ 19 ]               |
| 2019 | Giải thưởng Âm nhạc Cống hiến lần thứ 14 | Nghệ sĩ mới của năm           | Lộn Xộn Band                      | Đề cử     | [ 19 ]               |
| 2019 | Giải thưởng Âm nhạc Cống hiến lần thứ 14 | Nghệ sĩ mới của năm           | Bùi Lan Hương                     | Đoạt giải | [ 19 ]               |

## Tạm ngừng phát sóng hoặc thay đổi khung giờ phát sóng
- Tập 3 mùa 1 của chương trình dự kiến sẽ phát sóng vào ngày 4/12/2016. Tuy nhiên, do trùng với Quốc tang nguyên Chủ tịch Hội đồng nhà nước Cuba Fidel Castro nên tập này đã được lùi lại 1 ngày (tức ngày 5/12/2016).[20][21]
- Ngày 22/01 đến 29/01/2023, chương trình Bài hát hay nhất tạm ngừng phát sóng do trùng với dịp Tết Nguyên Đán.